# Lo Vilar
Lo Vilar (en francès Villars) és un municipi francès situat al departament de la Valclusa i a la regió de Provença – Alps – Costa Blava.

## Demografia
| 1962                                       | 1968 | 1975 | 1982 | 1990 | 1999 | 2006 | 2012 |
| ------------------------------------------ | ---- | ---- | ---- | ---- | ---- | ---- | ---- |
| 369                                        | 421  | 539  | 560  | 625  | 686  | 718  | 794  |
| Des de 1962: població sense dobles comptes |      |      |      |      |      |      |      |

## Administració
| Període   | Identitat    | Partit        |
| --------- | ------------ | ------------- |
| 1995-2014 | Alain Massel | Divers droite |
| 2014-     | Guy Sallier  |               |